# راماچا (صربستان)
راماچا (به صربی: Ramaća) یک منطقهٔ مسکونی در صربستان است که در Stragari واقع شده‌است. راماچا ۳۴۰ نفر جمعیت دارد.